# Liste der Finanzämter in Bayern
Diese Liste nennt die Finanzämter in Bayern.
Im Bundesland Bayern gibt es 76 Finanzämter, 25 davon mit Außenstellen (ASt). Alle Finanzämter sind dem Bayerischen Landesamt für Steuern unterstellt.

## Liste
| Bild | Name Bundesfinanzamtsnummer                                | Ort Adresse                                     | Regierungsbezirk | Gebäude                                           | Behördengeschichte |
| ---- | ---------------------------------------------------------- | ----------------------------------------------- | ---------------- | ------------------------------------------------- | ------------------ |
| 0    | Finanzamt Amberg 9201                                      | Amberg Kirchensteig 2                           | Oberpfalz        | 0                                                 | 0                  |
| 0    | Finanzamt Ansbach 9203                                     | Ansbach Mozartstraße 25                         | Mittelfranken    | 0siehe Hauptartikel Finanzamt Ansbach             | 0                  |
| 0    | Finanzamt Aschaffenburg 9204                               | Aschaffenburg Auhofstraße 13                    | Unterfranken     | 0                                                 | 0                  |
| 0    | Finanzamt Augsburg-Land 9102                               | Augsburg Sieglindenstraße 19                    | Schwaben         | 0                                                 | 0                  |
| 0    | Finanzamt Augsburg-Stadt 9103                              | Augsburg Prinzregentenplatz 2                   | Schwaben         | 0                                                 | 0                  |
| 0    | Finanzamt Bad Kissingen 9205                               | Bad Kissingen Bibrastraße 10                    | Unterfranken     | 0                                                 | 0                  |
| 0    | Finanzamt Bad Neustadt 9206                                | Bad Neustadt an der Saale Meininger Straße 39   | Unterfranken     | 0                                                 | 0                  |
| 0    | Finanzamt Bamberg 9207                                     | Bamberg Martin-Luther-Straße 1                  | Oberfranken      | 0                                                 | 0                  |
| 0    | Finanzamt Bayreuth 9208                                    | Bayreuth Maximilianstraße 12/14                 | Oberfranken      | 0                                                 | 0                  |
| 0    | Finanzamt Berchtesgaden-Laufen 9105                        | Berchtesgaden Salzburgerstraße 6                | Oberbayern       | 0                                                 | 0                  |
| 0    | Finanzamt Burghausen 9106                                  | Burghausen Tittmoninger Straße 1                | Oberbayern       | 0                                                 | 0                  |
| 0    | Finanzamt Cham 9211                                        | Cham Reberstraße 2                              | Oberpfalz        | 0                                                 | 0                  |
| 0    | Finanzamt Coburg 9212                                      | Coburg Rodacher Straße 4                        | Oberfranken      | 0                                                 | 0                  |
| 0    | Finanzamt Dachau 9107                                      | Dachau Bürgermeister-Zauner-Ring 2              | Oberbayern       | 0                                                 | 0                  |
| 0    | Finanzamt Deggendorf 9108                                  | Deggendorf Pfleggasse 18                        | Niederbayern     | 0                                                 | 0                  |
| 0    | Finanzamt Dillingen 9109                                   | Dillingen Schloßstraße 3                        | Schwaben         | 0                                                 | 0                  |
| 0    | Finanzamt Dingolfing 9110                                  | Dingolfing Obere Stadt 44                       | Niederbayern     | 0                                                 | 0                  |
| 0    | Finanzamt Ebersberg 9112                                   | Ebersberg Schloßplatz 1–3                       | Oberbayern       | 0                                                 | 0                  |
| 0    | Finanzamt Eggenfelden 9113                                 | Eggenfelden Pfarrkirchener Straße 71            | Niederbayern     | 0                                                 | 0                  |
| 0    | Finanzamt Eichstätt 9171                                   | Eichstätt Residenzplatz 8                       | Oberbayern       | 0                                                 | 0                  |
| 0    | Finanzamt Erding 9114                                      | Erding Münchener Straße 31                      | Oberbayern       | 0                                                 | 0                  |
| 0    | Finanzamt Erlangen 9216                                    | Erlangen Schubertstraße 10                      | Mittelfranken    | 0                                                 | 0                  |
| 0    | Finanzamt Forchheim 9217                                   | Forchheim Dechant-Reuder-Straße 6               | Oberfranken      | 0                                                 | 0                  |
| 0    | Finanzamt Freising 9115                                    | Freising Prinz-Ludwig-Straße 26                 | Oberbayern       | 0                                                 | 0                  |
| 0    | Finanzamt Fürstenfeldbruck 9117                            | Fürstenfeldbruck Münchner Straße 36             | Oberbayern       | 0                                                 | 0                  |
| 0    | Finanzamt Fürth 9218                                       | Fürth Stresemannplatz 15                        | Mittelfranken    | 0                                                 | 0                  |
| 0    | Finanzamt Garmisch-Partenkirchen 9119                      | Garmisch-Partenkirchen Dompfaffstraße 5         | Oberbayern       | → Hauptartikel : Finanzamt Garmisch-Partenkirchen | 0                  |
| 0    | Finanzamt Grafenau 9157                                    | Grafenau Friedhofstraße 1                       | Niederbayern     | 0                                                 | 0                  |
| 0    | Finanzamt Günzburg 9121                                    | Günzburg Schloßplatz 3                          | Schwaben         | Markgrafenschloss Günzburg                        | 0                  |
| 0    | Finanzamt Gunzenhausen 9220                                | Gunzenhausen Hindenburgplatz 1                  | Mittelfranken    | 0                                                 | 0                  |
| 0    | Finanzamt Hersbruck 9221                                   | Hersbruck Amberger Straße 76                    | Mittelfranken    | 0                                                 | 0                  |
| 0    | Finanzamt Hilpoltstein 9222                                | Hilpoltstein Kirchensteig 2                     | Mittelfranken    | 0                                                 | 0                  |
| 0    | Finanzamt Hof 9223                                         | Hof Ernst-Reuter-Straße 60                      | Oberfranken      | 0                                                 | 0                  |
| 0    | Finanzamt Ingolstadt 9124                                  | Ingolstadt Esplanade 38                         | Oberbayern       | 0                                                 | 0                  |
| 0    | Finanzamt Kaufbeuren 9125                                  | Kaufbeuren Remboldstraße 21                     | Schwaben         | 0                                                 | 0                  |
| 0    | Finanzamt Kelheim 9126                                     | Kelheim Klosterstraße 1                         | Niederbayern     | 0                                                 | 0                  |
| 0    | Finanzamt Kempten-Immenstadt 9127                          | Kempten Am Stadtpark 3                          | Schwaben         | 0                                                 | 0                  |
| 0    | Finanzamt Kitzingen 9227                                   | Kitzingen Moltkestraße 24                       | Unterfranken     | 0                                                 | 0                  |
| 0    | Finanzamt Kronach 9228                                     | Kronach Amtsgerichtsstraße 13                   | Oberfranken      | 0                                                 | 0                  |
| 0    | Finanzamt Kulmbach 9229                                    | Kulmbach Georg-Hagen-Straße 17                  | Oberfranken      | 0                                                 | 0                  |
| 0    | Finanzamt Landsberg 9131                                   | Landsberg am Lech Israel-Beker-Straße 20        | Oberbayern       | 0                                                 | 0                  |
| 0    | Finanzamt Landshut 9132                                    | Landshut Maximilianstraße 21                    | Niederbayern     | 0                                                 | 0                  |
| 0    | Finanzamt Lichtenfels 9230                                 | Lichtenfels Kronacher Straße 39                 | Oberfranken      | 0                                                 | 0                  |
| 0    | Finanzamt Lindau 9134                                      | Lindau Brettermarkt 4                           | Schwaben         | 0                                                 | 0                  |
| 0    | Finanzamt Lohr 9231                                        | Lohr am Main Rexrothstraße 14                   | Unterfranken     | 0                                                 | 0                  |
| 0    | Finanzamt Memmingen-Mindelheim 9138                        | Memmingen Bodenseestraße 6                      | Schwaben         | 0                                                 | 0                  |
| 0    | Finanzamt Miesbach 9139                                    | Miesbach Schlierseerstraße 5                    | Oberbayern       | 0                                                 | 0                  |
| 0    | Finanzamt Mühldorf 9141                                    | Mühldorf Katharinenplatz 6                      | Oberbayern       | 0                                                 | 0                  |
| 0    | Finanzamt München 9143 bis 9148 und 9181 bis 9185          | München Diverse Standorte                       | Oberbayern       | siehe Hauptartikel Finanzamt München              | 0                  |
| 0    | Finanzamt Neu-Ulm 9151                                     | Neu-Ulm Nelsonallee 5                           | Schwaben         | 0                                                 | 0                  |
| 0    | Finanzamt Neumarkt 9235                                    | Neumarkt Ingolstädter Straße 3                  | Oberpfalz        | 0                                                 | 0                  |
| 0    | Finanzamt Nördlingen 9152                                  | Nördlingen Tändelmarkt 1                        | Schwaben         | 0                                                 | 0                  |
| 0    | Finanzamt Nürnberg-Nord 9238                               | Nürnberg Kirchenweg 10                          | Mittelfranken    | 0                                                 | 0                  |
| 0    | Finanzamt Nürnberg-Süd 9240                                | Nürnberg Sandstraße 20                          | Mittelfranken    | 0                                                 | 0                  |
| 0    | Zentralfinanzamt Nürnberg 9241                             | Nürnberg Thomas-Mann-Straße 50                  | Mittelfranken    | 0                                                 | 0                  |
| 0    | Finanzamt Obernburg am Main 9202                           | Obernburg am Main Römerstraße 91                | Unterfranken     | 0                                                 | 0                  |
| 0    | Finanzamt Passau 9153                                      | Passau Innstraße 36                             | Niederbayern     | 0                                                 | 0                  |
| 0    | Finanzamt Pfaffenhofen 9154                                | Pfaffenhofen Schirmbeckstraße 5                 | Oberbayern       | 0                                                 | 0                  |
| 0    | Finanzamt Regensburg 244                                   | Regensburg Galgenbergstraße 31                  | Oberpfalz        | 0                                                 | 0                  |
| 0    | Finanzamt Rosenheim 9156                                   | Rosenheim Wittelsbacherstraße 25                | Oberbayern       | 0                                                 | 0                  |
| 0    | Finanzamt Schrobenhausen 9159                              | Schrobenhausen Rot-Kreuz-Straße 2               | Oberbayern       | 0                                                 | 0                  |
| 0    | Finanzamt Schwabach 9247                                   | Schwabach Theodor-Heuss-Straße 63               | Mittelfranken    | 0                                                 | 0                  |
| 0    | Finanzamt Schwandorf 9248                                  | Schwandorf Friedrich-Ebert-Straße 59            | Oberpfalz        | 0                                                 | 0                  |
| 0    | Finanzamt Schweinfurt 9249                                 | Schweinfurt Schrammstraße 3                     | Unterfranken     | 0                                                 | 0                  |
| 0    | Finanzamt Starnberg 9161                                   | Starnberg Schloßbergstraße 12                   | Oberbayern       | 0                                                 | 0                  |
| 0    | Finanzamt Straubing 9162                                   | Straubing Fürstenstraße 21                      | Niederbayern     | → Hauptartikel : Finanzamt Straubing              | 0                  |
| 0    | Finanzamt Traunstein 9163                                  | Traunstein Herzog-Otto-Straße 6                 | Oberbayern       | 0                                                 | 0                  |
| 0    | Finanzamt Uffenheim 9252                                   | Uffenheim Schloßplatz 7                         | Mittelfranken    | 0                                                 | 0                  |
| 0    | Finanzamt Waldsassen 9254                                  | Waldsassen Johannisplatz 13                     | Oberpfalz        | 0                                                 | 0                  |
| 0    | Finanzamt Weiden 9255                                      | Weiden Schlörplatz 2 und 4                      | Oberpfalz        | 0                                                 | 0                  |
| 0    | Finanzamt Weilheim-Schongau 9168                           | Weilheim Hofstraße 23                           | Oberbayern       | 0                                                 | 0                  |
| 0    | Finanzamt Wolfratshausen-Bad Tölz 9169                     | Wolfratshausen Heimgartenstraße 5               | Oberbayern       | 0                                                 | 0                  |
| 0    | Finanzamt Würzburg 9257                                    | Würzburg Ludwigstraße 25                        | Unterfranken     | 0                                                 | 0                  |
| 0    | Finanzamt Wunsiedel 9258                                   | Wunsiedel Sonnenstraße 11                       | Oberfranken      | 0                                                 | 0                  |
| 0    | Finanzamt Zeil 9259                                        | Zeil Obere Torstraße 9                          | Unterfranken     | 0                                                 | 0                  |
| 0    | Finanzamt Zwiesel 9170                                     | Zwiesel Stadtplatz 16                           | Niederbayern     | 0                                                 | 0                  |
| 0    | Finanzamt Amorbach (ASt) 9202 FA Obernburg                 | Amorbach Schneeberger Straße 1                  | Unterfranken     | 0                                                 | 0                  |
| 0    | Finanzamt Bad Griesbach (ASt) 9153 FA Passau               | Bad Griesbach Schloßhof 2–6                     | Niederbayern     | 0                                                 | 0                  |
| 0    | Finanzamt Bad Kötzting (ASt) 9211 FA Cham                  | Bad Kötzting Bahnhofstraße 3                    | Oberpfalz        | 0                                                 | 0                  |
| 0    | Finanzamt Bad Tölz (ASt) 9104 FA Wolfratshausen – Bad-Tölz | Bad Tölz Prof.-Max-Lange-Platz 2                | Oberbayern       | 0                                                 | 0                  |
| 0    | Finanzamt Dinkelsbühl (ASt) 9203 FA Ansbach                | Dinkelsbühl Föhrenberggasse 30                  | Mittelfranken    | 0                                                 | 0                  |
| 0    | Finanzamt Donauwörth (ASt) 9111 FA Nördlingen              | Donauwörth Berger Vorstadt 16                   | Schwaben         | 0                                                 | 0                  |
| 0    | Finanzamt Ebern 9259 FA Zeil                               | Ebern Rittergasse 1                             | Unterfranken     | 0                                                 | 0                  |
| 0    | Finanzamt Füssen (ASt) 9125 FA Kaufbeuren                  | Füssen Rupprechtstraße 1                        | Schwaben         | 0                                                 | 0                  |
| 0    | Finanzamt Immenstadt (ASt) 9123 FA Kempten-Immenstadt      | Immenstadt Rothenfelsstraße 18                  | Schwaben         | 0                                                 | 0                  |
| 0    | Finanzamt Karlstadt (ASt) 9231 FA Lohr                     | Karlstadt Gemündener Straße 3                   | Unterfranken     | 0                                                 | 0                  |
| 0    | Finanzamt Laufen (ASt) 9105 FA Berchtesgaden-Laufen        | Laufen Rottmayrstraße 13                        | Oberbayern       | 0                                                 | 0                  |
| 0    | Finanzamt Marktheidenfeld (ASt) 9231 FA Lohr               | Marktheidenfeld Ringstraße 24/26                | Unterfranken     | 0                                                 | 0                  |
| 0    | Finanzamt Mindelheim 9140 FA Memmingen-Mindelheim          | Mindelheim Bahnhofstraße 16                     | Schwaben         | 0                                                 | 0                  |
| 0    | Finanzamt Münchberg (ASt) 9223 FA Hof                      | Münchberg Hofer Straße 1                        | Oberfranken      | 0                                                 | 0                  |
| 0    | Finanzamt Naila (ASt) 9223 FA Hof                          | Naila Carl-Seyffert-Straße 3                    | Oberfranken      | 0                                                 | 0                  |
| 0    | Finanzamt Neuburg (ASt) 9159 FA Schrobenhausen             | Neuburg Füfzehner-Straße 7                      | Oberbayern       | 0                                                 | 0                  |
| 0    | Finanzamt Neunburg vorm Wald (ASt) 9248 FA Schwandorf      | Neunburg vorm Wald Krankenhausstraße 6          | Oberpfalz        | 0                                                 | 0                  |
| 0    | Finanzamt Ochsenfurt (ASt) 9257 FA Würzburg                | Ochsenfurt Völkstraße 1                         | Unterfranken     | 0                                                 | 0                  |
| 0    | Finanzamt Rothenburg ob der Tauber (ASt) 9203 FA Ansbach   | Rothenburg ob der Tauber Obere Bahnhofstraße 31 | Mittelfranken    | 0                                                 | 0                  |
| 0    | Finanzamt Schongau (ASt) 9168 FA Weilheim-Schongau         | Schongau Rentamtstraße 1                        | Oberbayern       | 0                                                 | 0                  |
| 0    | Finanzamt Selb (ASt) 9258 FA Wunsiedel                     | Selb Wittelsbacherstraße 8                      | Oberfranken      | 0                                                 | 0                  |
| 0    | Finanzamt Viechtach (ASt) 9170 FA Zwiesel                  | Viechtach Mönchshofstraße 27                    | Niederbayern     | 0                                                 | 0                  |
| 0    | Finanzamt Vilshofen (ASt) 9153 FA Passau                   | Vilshofen Kapuzinerstraße 36                    | Oberpfalz        | 0                                                 | 0                  |
| 0    | Finanzamt Waldmünchen (ASt) 9216 FA Erlangen               | Waldmünchen Bahnhofstraße 10                    | Oberpfalz        | 0                                                 | 0                  |
| 0    | Finanzamt Wasserburg (ASt) 9156 FA Rosenheim               | Wasserburg Rosenheimer Straße 16z               | Oberbayern       | 0                                                 | 0                  |

## Zuständigkeiten im Finanzamt München
| Bundesfinanzamtsnummer | Zuständigkeitsbereich                                                                 | Buchstaben    | Abteilung |   |
| ---------------------- | ------------------------------------------------------------------------------------- | ------------- | --------- | - |
| 9143                   | Personengesellschaften und Körperschaften                                             | A–Z           | III       | 0 |
| 9144                   | Gewerbebetrieb, selbständige Arbeit und umsatzsteuerpflichtige Vermietung/Verpachtung | A–E           | I         | 0 |
| 9144                   | Land- und Forstwirtschaft                                                             | A–Z           | I         | 0 |
| 9147                   | Gewerbebetrieb, selbständige Arbeit und umsatzsteuerpflichtige Vermietung/Verpachtung | F–I           | I         | 0 |
| 9145                   | Gewerbebetrieb, selbständige Arbeit und umsatzsteuerpflichtige Vermietung/Verpachtung | J–M           | I         | 0 |
| 9146                   | Gewerbebetrieb, selbständige Arbeit und umsatzsteuerpflichtige Vermietung/Verpachtung | N–S, ohne SCH | I         | 0 |
| 9148                   | Gewerbebetrieb, selbständige Arbeit und umsatzsteuerpflichtige Vermietung/Verpachtung | SCH, T–Z      | I         | 0 |
| 9181                   | Arbeitnehmer, Rentner, umsatzsteuerfreie Vermietung und Hausgemeinschaften            | A–E           | II        | 0 |
| 9182                   | Arbeitnehmer, Rentner, umsatzsteuerfreie Vermietung und Hausgemeinschaften            | F–I           | II        | 0 |
| 9182                   | beschränkt Steuerpflichtige und ausländische Unternehmer                              | A–Z           | II        | 0 |
| 9183                   | Arbeitnehmer, Rentner, umsatzsteuerfreie Vermietung und Hausgemeinschaften            | J–M           | II        | 0 |
| 9184                   | Arbeitnehmer, Rentner, umsatzsteuerfreie Vermietung und Hausgemeinschaften            | N–S, ohne SCH | II        | 0 |
| 9185                   | Arbeitnehmer, Rentner, umsatzsteuerfreie Vermietung und Hausgemeinschaften            | SCH, T–Z      | II        | 0 |

| Bild | Abteilung | Anschrift                                 | Bereich |
| ---- | --------- | ----------------------------------------- | --- |
|      | I         | Deroystraße 10 80335 München              | Veranlagung Gewinneinkünfte und umsatzsteuerpflichtige Vermietung und Verpachtung                                                                                                   |
|      | II        | Deroystraße 18 80335 München              | Veranlagung Arbeitnehmer und Rentner, umsatzsteuerfreie Vermietung und Verpachtung, Betriebsnahe Veranlagung, beschränkt Steuerpflichtige, ausländische Unternehmer, Servicezentrum |
|      | III       | Katharina-von-Bora-Straße 4 80333 München | Veranlagung Personengesellschaften und Körperschaften, Bewertung, sonstige Verkehrsteuern                                                                                           |
|      | IV        | Karlstraße 9 – 11 80333 München           | Lohnsteuer-Arbeitgeberstelle und Lohnsteuerprüfung, Umsatzsteuerstelle und Umsatzsteuerprüfung, Bußgeld- und Strafsachen, Steuerfahndung                                            |
|      | V         | Deroystraße 22 80335 München              | Betriebsprüfung |
|      | VI        | Winzererstraße 47a 80797 München          | Erhebung |